# ローバーリング・ツウ・サクセス
『ローバーリング・ツウ・サクセス』（Rovering to Success）は、ロバート・ベーデン＝パウエルが文と挿絵を執筆した本。人生を航海になぞらえ、「生涯カヌーを漕ぐ」ことをテーマとしている。
1922年から2つのバージョンが発刊された。初版と二版では「青年のための生涯とスポーツの本」との副題がついていた が、その後の版では「若者が男らしさを身につける手引」に変更された。

## 淵源
1921年、ベーデン=パウエルは1918年に提案され1919年に開始された英国スカウト連盟のローバープログラムに合わせた本を執筆し始めた。原稿のタイプは妻のオレブ・ベーデン＝パウエルが行い 、Herbert Jenkinsから『ローバーリング・ツウ・サクセス』が刊行された 。

## 内容
ローバーリング・ツウ・サクセスは教導的ハンドブックというよりは成人の世界の人生哲学を説くものである。父親か賢いおじからの若者への助言のようなスタイルをとって記述され 、確かにベーデン=パウエルが息子のピーターが将来読むことを企図して書かれたものだと指摘する者もいる 。彼による他のハンドブックと同じように、ローバーリング・ツウ・サクセスは19世紀のポピュラーソングの歌詞「泣いたりしかめっ面をして座り込んではいけない、自分のカヌーは自分で漕げ」（アメリカの詩人Sarah T. Boltonが1850年に創作したものであるが、文中ではBoltonに帰せられていない）をテーマとしている 。
第1章では貧富を問わず幸福になるにはと題し、充足して幸福な生涯の送り方に関する彼の考えを、エイブラハム・リンカンやマーク・トウェインなどの発言や彼自身の軍歴などによって引き立てながら記述している。
続く5つの章では、「若者が乗りあげそうな暗礁」として 馬（ギャンブル）酒、女（性欲。ビクトリア時代の禁欲思想を反映している）などがあげられる。 郭公といかさま師では政治的な過激思想を戒めて公的奉仕を奨励し、無宗教ではベーデン=パウエルの、自然において神を見出し他の者をたすける、という彼の神への理解があらわれている 。
最後の章ローバーリングでは、ローバーリングの目的と構造を説明し、ローバーが取り組める活動と奉仕について広範囲にわたる示唆を与えている。
結びに、ロバート・W・サービスの『サワードウの歌』所収の詩「野生の呼び声」の一節をひき、最後にHappiness is yours if only you paddle your canoe aright. With all my heart I wish you success, and the Scouts’ wish – GOOD CAMPING!”というメッセージで終わる。

## 遺産
本書には二つのバージョンがあり、二つ目のものは英国で1964年まで26版まで重版された 。1966年にThe Chief Scouts' Advance Party Reportがシニア―とローバーの新たな教育課程を提起するまで英国スカウト連盟のローバー部門のハンドブックとして用いられた。